# شهپرعلفیان
شهپرعلفیان (نام علمی: Isoëtaceae) نام یک خانواده از راسته شهپرعلف‌سانان است.